# Philippine Brand
Philippine Brand (* 15. Oktober 1840 in Werden an der Ruhr; † 7. Mai 1920 in Stuttgart) war eine deutsche Theaterschauspielerin.

## Leben
Brand wuchs in Düsseldorf auf. Bei einem Gastspiel von Emil Devrient wurde dieser auf Philippine Brand aufmerksam, die er in einer Kinderrolle sah. Sie war an Theatern in Hannover, Berlin und Schwerin tätig, bevor sie 1872 an das Württembergische Hoftheater in Stuttgart kam, dessen lebenslanges Mitglied sie wurde. Brand war eine vortreffliche Darstellerin, die hauptsächlich als Naive geglänzt hat und seiner Zeit als „Marie“ in „Sie hat ihr Herz entdeckt“ in Stuttgart 1872 debütierte.
Dort blieb sie bis 1904.